# کمنی
کُمنی روستایی در دهستان دستجرد از توابع بخش رازمیان و شهرستان قزوین در استان قزوین است.

## جمعیت
این روستا براساس سرشماری مرکز آمار ایران در سال ۱۳۸۵، ۱۶۲ نفر (۵۱خانوار) جمعیت داشته است.
اهالی کمنی به زبان تاتی صحبت می کنند.

## شغل روستائیان
مردم روستای کمنی به شغل باغداری، دامپروری و زنبور داری مشغول هستند.

## محصولات روستا
عمده محصول روستای کمنی فندق و گردو است.